# فرودگاه کسلا
فرودگاه کسلا (به انگلیسی: Kassala Airport) یک فرودگاه با کد یاتا KSL است که یک باند فرود آسفالت دارد و طول باند آن ۲۵۰۰ متر است. این فرودگاه در شهر کسلا کشور سودان قرار دارد و در ارتفاع ۵۰۹ متری از سطح دریا واقع شده‌است.